# 斯塔夫里夫卡
50°55′25″N 29°42′57″E / 50.92361°N 29.71583°E
斯塔夫里夫卡（烏克蘭語：Ставрівка）是位於烏克蘭北部的村莊，由基辅州维什霍罗德区的伊萬基夫市鎮負責管轄。該村面積0.7平方公里，海拔高度142米，2001年人口137，人口密度每平方公里195.7人。